# Monika Schneider
Monika Schneider (* 12. August 1983) ist eine ehemalige polnische Tennisspielerin und jetzige -trainerin.

## Karriere
Ihr Debüt im Damenbereich gab Monika Schneider beim Warsaw Cup by Heros 2000, wo sie mit einer Wildcard an der Qualifikation teilnehmen durfte. Dort unterlag sie der Tschechin Eva Martincová deutlich in zwei Sätzen. Kurze Zeit darauf debütierte sie in der polnischen Fed-Cup-Mannschaft und durfte am 16. Mai 2000 eine Partie gegen Slowenin Tina Hergold absolvieren, welches sie in zwei Sätzen verlor. Im Jahr 2003 konnte sie bei dem ITF-$10.000-Turnier in der polnischen Stadt Olecko mit ihrer Doppelpartnerin Alicja Rosolska das Finale und verloren dort gegen ein belarussisch-australisches Doppel. Kurze Zeit später erreichte sie im selben Jahr beim ITF-$10.000-Turnier in der türkischen Hauptstadt Ankara das Finale und musste sich dort der Ukrainerin Olha Lasartschuk in zwei Sätzen geschlagen geben. Kurz nach diesem Turnier belegte sie am 16. Juni 2003 mit dem 484. Platz ihre beste Weltranglistenplatzierung im Einzel.
Im Jahr 2004 erreichte sie beim zweiten ITF-$10.000-Turnier in der polnischen Hauptstadt Warschau gemeinsam mit ihrer Doppelpartnerin Olga Brózda das Finale, wo sie auf ein ukrainisches Doppel, bestehend aus Natalia Bogdanova und Walerija Bondarenko, trafen. In drei Sätzen konnte sich das polnische Duo den Titel sichern, welcher für beide der erste Titel ihrer Karriere war. Kurz nach dem Turnier belegte Monika Schneider am 24. Mai 2004 mit dem 434. Platz ihre beste Weltranglistenplatzierung im Doppel. Ein Jahr später konnten sie mit Olga Brózda ihren zweiten und letzten Doppeltitel gewinnen. Bei dem ITF-$10.000-Turnier in Düsseldorf erreichten sie das Finale und besiegten dort das Doppel Danica Krstajić und Jelena Walerjewna Tschalowa. Beim ITF-$25,000-Turnier in der polnischen Stadt Opole absolvierte sie wohl im Einzel als auch im Doppel ihr letztes Turnier. Gemeinsam mit ihrer Partnerin Dorota Hibental unterlag sie im Doppel bereits in der ersten Runde. Im Einzel erreichte sie die zweite Runde, wo sie der Kroatin Sanja Ančić unterlag.
Monika Schneider lebt aktuell in den Vereinigten Arabischen Emiraten und arbeitet dort bei der Elite Tennis Academy.

## Turniersiege
| Nr. | Datum         | Turnier    | Kategorie   | Belag | Partner     | Gegner                                      | Ergebnis      |
| --- | ------------- | ---------- | ----------- | ----- | ----------- | ------------------------------------------- | ------------- |
| 1.  | 3. Mai 2004   | Warschau   | ITF $10.000 | Sand  | Olga Brózda | Natalia Bogdanova Walerija Bondarenko       | 2:6, 6:4, 6:2 |
| 2.  | 19. Juli 2005 | Düsseldorf | ITF $10.000 | Sand  | Olga Brózda | Danica Krstajić Jelena Walerjewna Tschalowa | 1:6, 6:1, 6:2 |